# Rio Pinar Country Club
De Rio Pinar Country Club is een countryclub in de Verenigde Staten. De club werd opgericht in 1957 en bevindt zich in Orlando, Florida. De club beschikt over een 18-holes golfbaan met een par van 72 en werd ontworpen door de golfbaanarchitect Mark Mahannah.
Naast een 18-holes-baan, beschikt de club ook over slaapkamers, een fitnesscentrum, vier tennisbanen en feestzalen voor bepaalde evenementen zoals bruiloften.

## Golftoernooien
Voor een golftoernooi is de lengte van de baan voor de heren 6381 m met een par van 72. De  course rating is 73,7 en de slope rating is 130.
- Carling Open Invitational: 1962
- Florida Citrus Open Invitational: 1966-1973